# Kyrpidia tusciae
Kyrpidia tusciae ist eine Art der Gattung Kyrpidia. Es handelt sich um grampositive Bakterien aus der Familie der Alicyclobacillaceae in der Ordnung der Bacillales. Wie auch andere Vertreter der Alicyclobacillaceae sind sie acidophil (säureliebend) und thermophil (wärmeliebend). Außerdem sind sie in der Lage, Wasserstoff zu oxidieren, um daraus Energie zu gewinnen. Die Bakterienart wurde 1984 in einem Geothermalgebiet in der italienischen Landschaft Tuszien entdeckt. Von den Entdeckern wurde sie als eine Bacillus-Art klassifiziert mit dem wissenschaftlichen Namen Bacillus tusciae. Erst durch genetische Untersuchungen von 2011 wurde erkannt, dass zu wenig Gemeinsamkeiten mit der Gattung Bacillus bestehen, so dass sie 2012 als Kyrpidia tusciae in eine neue Gattung überstellt wurde. Bacillus tusciae ist das Basonym.

## Merkmale

### Erscheinungsbild
Die Zellen von Kyrpidia tusciae sind stäbchenförmig, mit einem Durchmesser von 0,8 µm und einer Länge von 4 bis 5 µm. Sie liegen meist in Ketten von mehreren Zellen angeordnet vor. Bei jungen Kulturen verläuft die Gram-Färbung positiv und die Endosporen lassen sich als ovale Einschlüsse an einem Ende der Mutterzelle erkennen, dabei wird die Zelle aufgetrieben. Die Zellen sind durch einzelne, lateral (d. h. seitlich) angeordnete Flagellen aktiv beweglich.

### Wachstum und Stoffwechsel
Kyrpidia tusciae ist chemoorgano-heterotroph und fakultativ chemolitho-autotroph. Im Rahmen ihres Stoff- und Energiewechsels kann K. tusciae heterotroph verschiedene Alkohole, Aminosäuren und kurzkettige Fettsäuren, jedoch keine Kohlenhydrate verwerten. Besseres Wachstum erfolgt unter autotrophen Bedingungen, hierbei wird molekularer Wasserstoff (H2) oxidiert und Kohlenstoffdioxid (CO2) reduziert. Sauerstoff ist für das Wachstum nicht notwendig, wirkt sich aber auch nicht hemmend aus, K. tusciae ist fakultativ anaerob. Katalase- und Oxidase-Test verlaufen schwach positiv.
Optimales Wachstum erfolgt bei pH-Werten zwischen pH 4,2 und pH 4,8, die Art ist acidophil (säureliebend). Außerdem ist sie als thermophil (wärmeliebend) zu charakterisieren, da sie nur bei relativ hohen Temperaturen zur Vermehrung fähig ist. Das Wachstum erfolgt in einem Temperaturbereich von 47 bis 67 °C, optimal bei 55 °C.
Weitere Untersuchungen des Stoffwechsels ergaben, dass in den Zellen von K. tusciae eine Enzymaktivität der Malatdehydrogenase nachweisbar ist. Bei aeroben Organismen ist dieses Enzym am Citratzyklus beteiligt und oxidiert Malat zu Oxalacetat, wobei NAD+ reduziert wird. Die Malatdehydrogenase aus K. tusciae ist hiervon abweichend nicht in der Lage, NAD+ oder NADP+ zu reduzieren. Weiterhin wurde die Aktivität einer Hydrogenase nachgewiesen, die die Oxidation von Wasserstoff katalysiert. Die Bildung des Enzyms wird durch die Anwesenheit von Wasserstoff induziert. Zellen, die unter autotrophen Bedingungen kultiviert werden, weisen im Stoffwechsel den Calvin-Zyklus auf, bei dem CO2 durch das Enzym Ribulose-1,5-bisphosphat-carboxylase (RuBisCO) assimiliert wird. Die auf diese Weise kultivierten Zellen weisen Einschlüsse von Polyhydroxybuttersäure auf, die als Speicherstoff dienen.

### Genetik
Die Vertreter der Firmicutes zeichnen sich im Allgemeinen durch einen niedrigen GC-Gehalt, also einem niedrigen Anteil der Nukleinbasen Guanin und Cytosin in der Bakterien-DNA aus. Obwohl Kyrpidia tusciae zu der Abteilung der Firmicutes zählt, weist sie einen eher hohen GC-Gehalt auf, er liegt bei 59,1 Molprozent. Diese Besonderheit zeigt auch die verwandte Gattung Alicyclobacillus, deren Vertreter früher ebenfalls der Gattung Bacillus zugerechnet wurden. Das Genom des Bakterienstammes Kyrpidia tusciae DSM 2912 wurde 2010 vollständig sequenziert. Das Bakterium war zu diesem Zeitpunkt noch in der Gattung Bacillus eingeordnet und die Sequenzierung sollte Aufschluss über seine phylogenetische Position innerhalb der Bakterien geben. Dies geschah innerhalb des Projekts Genomic Encyclopedia of Bacteria and Archaea (als GEBA abgekürzt, übersetzt „Genom-Enzyklopädie der Bakterien und Archaeen“). Die Genomgröße beträgt 3385 Kilobasenpaare (kb) und entspricht damit etwa 75 % der Genomgröße von Escherichia coli. Es sind 3150 Proteine annotiert. Das Genom verteilt sich auf einem zirkulären Bakterienchromosom, Plasmide sind nicht vorhanden. Außerdem wurden für phylogenetische Untersuchungen die Nukleotide der 16S rRNA bestimmt, ein für Prokaryoten typischer Vertreter der ribosomalen RNA.

### Chemotaxonomie
Das Hauptchinon ist Menachinon vom Typ MK-7. Bei den Lipiden in der Biomembran handelt es sich hauptsächlich um verzweigtkettige, gesättigte Fettsäuren. Typische Vertreter sind Fettsäuren mit den Abkürzungen iso-C15:0 (iso-Pentadecansäure) und iso-C17:0 (iso-Heptadecansäure). Diese Fettsäuren mit insgesamt 15 bzw. 17 C-Atomen gehören zu den ungeradzahligen Fettsäuren. Die für Alicyclobacillus typischen Omega-alicyclischen Fettsäuren kommen bei Kyrpidia nicht vor.

### Pathogenität
Kyrpidia tusciae ist nicht pathogen („krankheitserregend“), das Basonym Bacillus tusciae wird durch die Biostoffverordnung in Verbindung mit der TRBA (Technische Regeln für Biologische Arbeitsstoffe) 466 der Risikogruppe 1 zugeordnet.

## Vorkommen und Ökologie
Das Habitat von Kyrpidia tusciae ist an extremen Standorten zu finden. Der erste Kyrpidia-Stamm wurde 1984 aus Heißwasserquellen mit Solfataren in der italienischen Landschaft Tuszien isoliert. Die Thermalquellen enthalten durch die vulkanische Aktivität Ausströmungen von Gasen, wie Wasserstoff und Kohlenstoffdioxid, das Wasser weist nur einen geringen Anteil von organischen Verbindungen auf. K. tusciae ist durch den fakultativ chemolitho-autotrophen Stoffwechsel und das thermoacidophile Wachstum an das Habitat angepasst. Dies führt dazu, dass sie unter Laborbedingungen nur schlecht zu kultivieren ist.

## Systematik

### Äußere Systematik
Kyrpidia tusciae ist die erstbeschriebene Art der Gattung Kyrpidia und ist somit die Typusart der Gattung. Sie zählt zu der Familie der Alicyclobacillaceae in der Ordnung der Bacillales. Diese Ordnung gehört zu der Abteilung der Firmicutes.
Ursprünglich wurde das Bakterium 1984 von Fabienne Bonjour und Michel Aragno isoliert, untersucht und erstbeschrieben. Wegen der morphologischen und biochemischen Ähnlichkeiten wurde es der Gattung Bacillus zugeordnet und als Bacillus tusciae bezeichnet. Genau wie bei den Bacilli sind die Zellen stäbchenförmig und bilden Endosporen, außerdem sind auch einige thermophile Bacillus-Arten bekannt. Eine phylogenetische Untersuchungen der 16S rRNA erfolgte erst 1994. Die Wissenschaftler fanden heraus, dass Bacillus tusciae mehr Ähnlichkeit mit Vertretern der Gattung Alicyclobacillus aufweist als mit der Gattung Bacillus und sprachen sich für eine neue Zuordnung in der Bakteriensystematik aus, falls auch phänotypische Merkmale die phylogenetische Untersuchungsergebnisse stützen. Eine weitere vergleichende Untersuchung der 16S rRNA im Jahr 2009 zeigte ebenfalls, dass es zu viele Unterschiede für eine Einordnung in der Gattung Bacillus gibt.
Aber erst 2011 gelang es einer internationalen Gruppe von Wissenschaftlern um Hans-Peter Klenk nach der vollständigen Sequenzierung des Genoms genügend Anhaltspunkte dafür zu finden. Ihre Untersuchung bestätigte auch die Verwandtschaft zu Alicyclobacillus. Wie bei Vertretern dieser Gattung fehlt auch dem untersuchten Bakterienstamm das sspE-Gen, das für säurelösliche Sporenproteine codiert und häufig bei Vertretern der Bacillales zu finden ist. Der Vergleich der Sequenzen der 16S rRNA ergab eine Ähnlichkeit von 87,5 bis 89,0 % mit den bekannten Alicyclobacilli. Diese Werte werden für eine Zuordnung zu der Gattung als zu gering betrachtet, die Unterschiede sind hingegen ausreichend, um eine Typusart einer neuen Gattung zu etablieren. Gestützt wird dies durch phänotypische Merkmale, beispielsweise das Fehlen der für Alicyclobacillus typischen Omega-alicyclischen Fettsäuren. Mit Veröffentlichung in der Validation List no. 146 im Jahr 2012 wurden die Art und die Gattung nach den Regeln des Bakteriologischen Codes anerkannt. Somit wurde die Gattung als Kyrpidia gen. nov. (lateinisch genus novum für „neue Gattung“) und die Art als Kyrpidia tusciae comb. nov. (lat. combinatio nova für „neue Kombination“) bezeichnet. Bacillus tusciae gilt als Basonym. Der Verwandtschaft mit Alicyclobacillus wird Rechnung getragen, indem beide Gattungen zusammen mit der 2008 erstbeschriebenen Gattung Tumebacillus die Familie der Alicyclobacillaceae bilden.
Es wurde 2018 eine weitere Art der Kyrpidia beschrieben, Kyrpidia spormannii. Die Art ist ebenfalls thermophil.

### Innere Systematik
Der im Geothermalgebiet entdeckte und zunächst als T2 bezeichnete Bakterienstamm ist der Typusstamm der Art. Er wurde in den Sammlungen von Mikroorganismen unter anderem in Japan (als NBRC 15312), Belgien (als LMG 17940) und Deutschland (bei der DSMZ als DSM 2912) hinterlegt.

### Etymologie
Der Gattungsname Kyrpidia wurde zu Ehren von Nikolaos C. Kyrpides gewählt. Er ist ein griechischstämmiger, US-amerikanischer Wissenschaftler und gehört zu den Mitbegründern des GEBA-Projekts. Der Artname K. tusciae verweist auf den Fundort des Bakteriums, die italienische Region Tuszien, im Italienischen als Tuscia bezeichnet. Der Artname wurde von Bonjour und Aragno gewählt, die das Bakterium als Bacillus tusciae bezeichneten. Nach den Regeln des Bakteriologischen Codes bleibt der Artname bei der Zuordnung zu einer neuen Gattung erhalten.